# Байкин, Василий Степанович
Василий Степанович Байкин (1914—1988) — комбайнер Остроленской МТС Нагайбакского района Челябинской области, Герой Социалистического Труда (05.08.1952).

## Биография
Родился 23 февраля 1914 года в посёлке Остроленский (ныне — Нагайбакский район Челябинской области) в бедной крестьянской семье.
Образование — 4 класса сельской школы. С 1927 года работал по найму пастухом.
С 1929 года работал сначала в артели «Красноармеец», затем в колхозе «12 лет Октября», который был организован в их посёлке. В 1930 году окончил курсы комбайнёров и трактористов при совхозе «Нагайбакский», работал в своём колхозе на тракторе «Фордзон».
С 1934 по 1936 год проходил службу в РККА, после чего вернулся в родное село и стал работать трактористом-механизатором в Остроленской МТС. В военное время стал одним из лучших комбайнёров и механизаторов района, выполняя ежегодно по 2 годовые нормы.
Так же ударно трудился и в последующем. В 1951 году за 35 рабочих дней, управляя сцепкой из 2 комбайнов «Сталинец-1» и «Сталинец-6», намолотил 1312 тонн зерна и семян масличных культур.
За достижение высоких показателей на уборке и обмолоте зерновых и масличных культур и семян трав в 1951 году Указом Президиума Верховного Совета СССР от 5 августа 1952 года присвоено звание Героя Социалистического Труда.
После расформирования МТС с 1958 года работал трактористом-машинистом в совхозе «Остроленский». В 1967 году по состоянию здоровья перешёл на работу, не связанную с управлением тракторами и комбайнами.
С 1974 г. на пенсии. Жил в посёлке Остроленский.
Умер в 1988 году. Похоронен в родном посёлке.
Награждён двумя орденами Трудового Красного Знамени (15.01.1951, 11.01.1957), 3 медалями ВДНХ. Обладатель звания «Лучший механизатор Челябинской области» (1965).